# Volker Worlitzsch
Volker Worlitzsch (* 17. August 1944 in Göttlin, Brandenburg; † 4. Mai 2023 in Celle) war ein deutscher Violinist und Konzertmeister der NDR Radiophilharmonie in Hannover.

## Leben
Worlitzsch studierte Violine bei Otto Schad (Detmold), André Gertler (Hannover) und bei Josef Suk (Prag). Nach Stationen in Soest und Zürich wurde er 1967 Erster Konzertmeister beim damaligen Berliner Symphonischen Orchester. Bereits 1968 wechselte er als Violinist zu den Berliner Philharmonikern. Im Mai 1970 nahm er die Stelle des Ersten Konzertmeisters bei der NDR Radiophilharmonie in Hannover an, die er bis zu seiner Pensionierung im Jahre 2009 innehatte.
Von 1985 bis 1987 leitete er eine Klasse für Violine und Kammermusik an der Musikhochschule Detmold. Er war weiterhin an der Hochschule für die Betreuung der Streichergruppen der Hochschulorchester zuständig und leitete das Hochschulorchester der Medizinischen Hochschule Hannover.
Neben der langjährigen Tätigkeit im professionellen Musikbetrieb mit Plattenaufnahmen und Rundfunksendungen mit Solopartien trat Worlitzsch auch häufig als Solist mit Jugend-, Hochschul- und Laienorchestern auf.
Worlitzsch hielt Patente an einem von ihm erfundenen Streichinstrument und einem Saitenhalter.
Er war verheiratet mit der Bratschistin Monika Worlitzsch, die seit 1975 ebenfalls in der NDR Radiophilharmonie tätig ist.